# Scoliacma orthotoma
Scoliacma orthotoma là một loài bướm đêm thuộc phân họ Arctiinae, họ Erebidae.